# Arrondissement judiciaire d'Audenarde
Subdivisions
L'arrondissement judiciaire d'Audenarde (gerechtelijk arrondissement Oudenaarde en néerlandais) était l'un des trois arrondissements judiciaires de la province de Flandre-Orientale en Belgique et un des sept qui dépendaient du ressort de la Cour d'appel de Gand. Il fut formé le 18 juin 1869 lors de l'adoption de la loi sur l'organisation judiciaire et fait partie de l'arrondissement judiciaire de Flandre-Orientale depuis la fusion des arrondissements judiciaires de 2014.

## Subdivisions
L'arrondissement judiciaire d’Audenarde était divisé en 4 cantons judiciaires,. Il comprenait 15 communes, celles de l'arrondissement administratif d'Audenarde et quatre des dix communes de l'arrondissement administratif d'Alost.
Note : les chiffres représentent ceux situés sur la carte.
1. Canton judiciaire de Grammont-Brakel (Geraardsbergen-Brakel)
      1. Brakel (Brakel)
  2. Grammont (Geraardsbergen)
  3. Horebeke
  4. Lierde
2. Canton judiciaire d'Audenarde-Kruishoutem (Oudenaarde-Kruishoutem)
      1. Audenarde (Oudenaarde)
  2. Kruishoutem
  3. Wortegem-Petegem
  4. Zingem
  5. Zwalm
3. Canton judiciaire de Renaix (Ronse)
      1. Kluisbergen
  2. Maarkedal
  3. Renaix (Ronse)
4. Canton judiciaire de Zottegem-Herzele
      1. Hautem-Saint-Liévin (Sint-Lievens-Houtem)
  2. Herzele
  3. Zottegem